# Adolfo I de Nassau
Adolfo de Nassau (c. 1250 ou c. 1255 – Göllheim, 2 de julho de 1298) foi rei dos Romanos e rei da Germânia.
Era um dos quatro filhos de Adelaide de Katzenelnbogen e Walram II de Nassau, conde de Nassau-Wiesbaden, de Nassau-Weilburgo e Nassau-Idstein, em 1276, uma das mais antigas e prestigiadas famílias da Europa. Perto de 1271 casou com Imagina de Limburgo, filha de Gerlier ou Gerlach I, Conde de Isemburgo.
Tornou-se Rei dos romanos de 6 de janeiro de 1292 a agosto de 1298 por influência de Venceslau II da Boêmia. Representava a reação do particularismo alemão à ambição dos Habsburgos. Sua política foi oposta à de seu antecessor Rodolfo I da Germânia ou de Habsburgo, trazendo ao Império maior atenção sobre o Ocidente.
Aliado de Eduardo I da Inglaterra contra Filipe IV de França, o Belo que invadira o Franche-Comté e o Brabante. Em 1294 Alberto (1240-1314), o desnaturado, conde da Turíngia e marquês da Mísnia, vendeu-lhe suas terras, o que provocaria uma longa guerra de reconquista efetuada por seus filhos. Morreu em 1298, na Batalha de Göllheim contra seu rival Alberto de Habsburgo.

## Descendência
Foi casado com Imagina de Isemburgo-Limburgo, com quem teve oito filhos, entre eles:
- Gerlach ou Gerlier I (1288-1361), co-Conde de Nassau-Wiesbaden 1298-1324, Conde de Nassau-Wiesbaden 1324, Conde de Nassau-Weilburgo 1298-1355, co-Conde de Nassau-Weilburgo 1355 e Conde de Nassau-Idstein 1298.
- Adolfo I (1307-1370), conde de Nassau-Wiesbaden, Conde de Nassau-Idstein em 1355, depois da 2a partilha, 1361. É o tronco do Ramo Nassau-Idstein-Wiesbaden.
- João I (1309-1371), Conde de Nassau-Weilburg em 1355 e tronco do Ramo Nassau-Weilburg-Sarrebruck. Conde principesco em 1366.